# Meetmast Cabauw
De Meetmast Cabauw, ook KNMI-mast Cabauw en in de volksmond  wel de Snuffelpaal genoemd, is een 213 meter hoge getuide mast die in 1972 is gebouwd ten oosten van het dorp Cabauw, in de Lopikerwaard, in West-Nederland, om meteorologisch onderzoek te doen naar de relaties tussen de staat van de atmosferische grenslaag, de karakteristieken van het landoppervlak en de algemene weersituatie. De verzamelde gegevens worden tegenwoordig automatisch doorgestuurd naar het KNMI in De Bilt. De locatie werd gekozen omdat die representatief is voor dit deel van Nederland, de omgeving een homogene structuur heeft, vooral in westelijke richting, en omdat slechts kleine landschappelijke en infrastructurele ontwikkelingen waren gepland in deze regio. De voornaamste veranderingen in de omgeving van Cabauw sinds 1972 zijn het kappen van een rij bomen langs de weg ten oosten van de mast in 1975, en de meer recente uitbreiding van het ten oosten van de mast gelegen dorp Lopik tot dicht bij de mast. Sinds 1972 is de meetinstrumentatie in samenwerking met andere Nederlandse instituten aanzienlijk uitgebreid met diverse remote sensing instrumenten. De metingen in Cabauw zijn 's werelds langstlopende hoge toren precisiemetingen van broeikasgassen.

## Doelstelling en organisatie
De meetmast wordt sinds 2002 beheerd door Cabauw Experimental Site for Atmospheric Research (CESAR): een samenwerking tussen het KNMI, verschillende universiteiten en ruimtevaartorganisaties. Deze samenwerking biedt een internationaal platform voor het testen van nieuwe meetmethoden, modellen en satellietmetingen.

## Beschrijving van de locatie en de mast
De mast is een gesloten cilinder met een diameter van 2 m, waarbinnen zich een lift bevindt. De mast wordt overeind gehouden door tuien op vier niveaus. Om de 20 m zijn in drie richtingen horizontale uithouders van 9,4 m lengte gemonteerd. Deze kunnen hydraulisch worden opgeklapt, zodat de instrumenten aan het uiteinde van elke uithouder kunnen worden gemonteerd vanaf een balustrade hoger aan de mast. Deze constructie maakt het mogelijk veel langere uithouders te gebruiken dan met de gebruikelijke zijwaarts schuivende constructie mogelijk zou zijn. Dit is van belang om de invloed van de mast op de metingen zo klein mogelijk te houden. Door de holle buizen van de uithouders lopen signaalkabels. Rond de voet van de mast staat een gestroomlijnd gebouw van 200 m2. Daarin staat apparatuur voor opslag en bewerking van de meetgegevens. Vanwege dit gebouw kunnen met de mast geen ongestoorde metingen worden gedaan beneden 20 m hoogte. Daarom staan er 20 m hoge hulpmasten ten zuidoosten en noordwesten op voldoende afstand van de hoofdmast.

### Ondersteunende meetvoorzieningen
Ten zuiden van de mast is een goed onderhouden waarnemingsveld voor micrometeorologische waarnemingen, inclusief warmteflux uit de bodem, bodemtemperatuur en diverse stralingsmetingen. Ten noorden van de mast is een reservewaarnemingsveld.

### Kenmerken van de omgeving

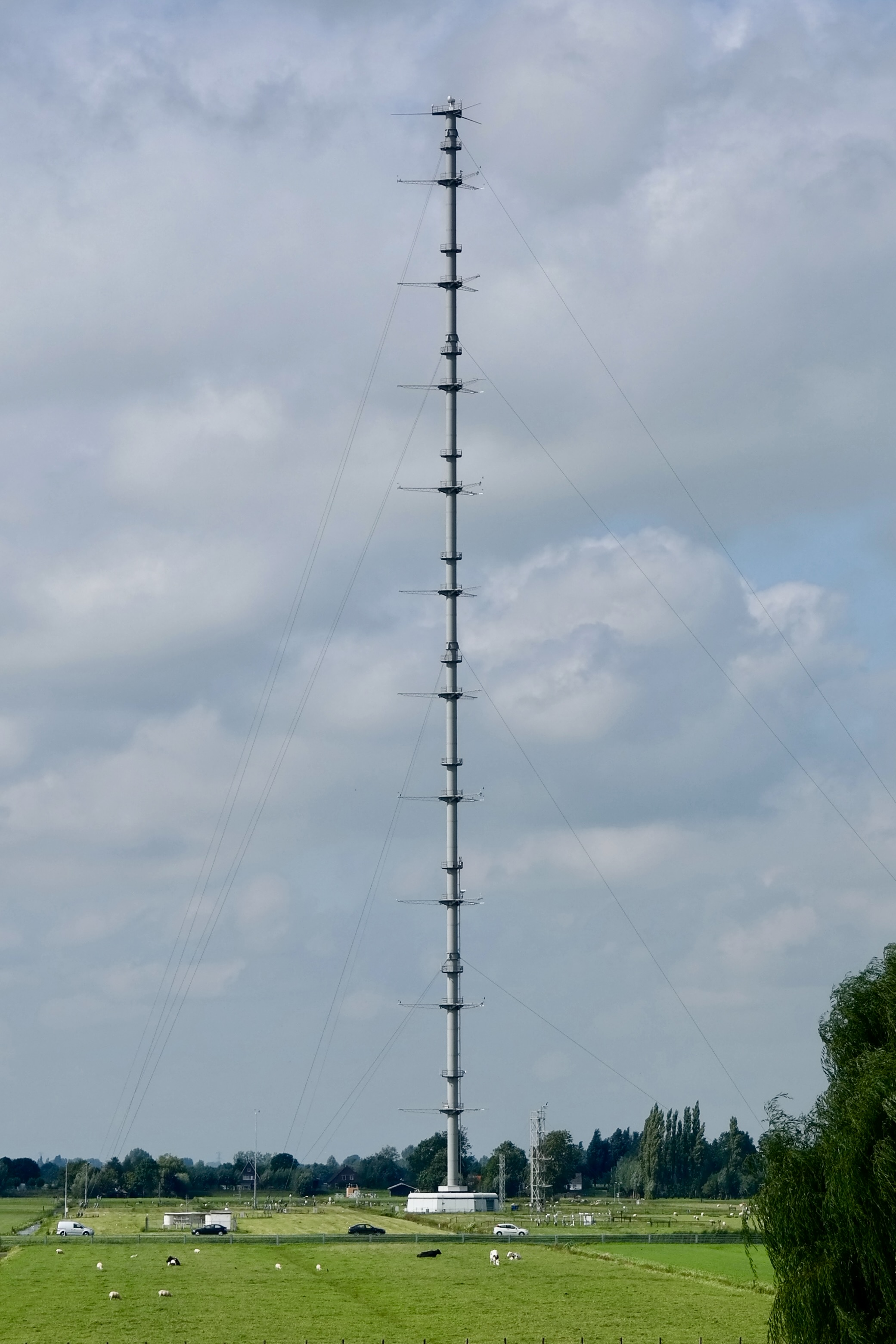
De mast in 2016 gezien vanaf de Lekdijk

De mast staat in West-Nederland in de Lopikerwaard in een polder die 0,7 m onder NAP ligt. De coördinaten zijn 51.971 graden noorderbreedte en 4.926 graden oosterlengte. De afstand tot de Noordzee is ruim 50 km. Binnen een straal van 20 km bestaat de omgeving voornamelijk uit weiland, en de hoogteverschillen zijn hooguit een paar meter. De bodem bestaat uit een 0,6 m dikke laag rivierklei, en daaronder een dikke laag veen. Het grondwater ligt ongeveer 1 m onder het oppervlak, maar kan hoger liggen tijdens natte perioden. Ten westen van de mast ligt het dorp Cabauw. In de onmiddellijke omgeving van de mast is er ten minste 400 m open weiland en in de dominante windrichting (westzuidwest) zelfs 2 km. Ook verder naar het westen blijft het landschap over het algemeen heel open, terwijl verder naar het oosten het landoppervlak vrij ruw is (windschermen, boomgaarden, lage huizen). Verder naar het noorden en het zuiden is veel weiland, maar dat wordt onderbroken door enkele windsingels. Als gevolg van het homogene terrein tot op vrij grote afstand ervaren de instrumenten in de top van de mast de invloed van eenzelfde type terrein als lager geplaatste instrumenten, die de invloed van minder ver gelegen terrein ervaren. Daardoor kunnen de metingen op verschillende hoogten goed worden vergeleken. Binnen een straal van 40 km zijn er vier belangrijke synoptische weerstations, waaronder het reguliere radiosonde station van De Bilt. Deze zorgen voor een permanente ondersteuning van mesoschaal netwerk rond de mast, zodat de metingen aan de mast kunnen worden geïnterpreteerd in een groter ruimtelijk kader.

### Instrumenten op de mast
In 2007 is boven op de mast is een compacte weerradar geïnstalleerd, om de neerslag binnen een straal van 60 km rond de mast te kunnen meten.

## Onderzoeksprogramma’s
In augustus van 2001 vond op het terrein van de meetmast de Baltex Bridge Cloud Campaign plaats, een grootschalige internationale wolkenmeetcampagne.
Sinds 1992 meten onderzoekers van Energieonderzoek Centrum Nederland (ECN) de concentraties van broeikasgassen op verschillende hoogten langs de mast. Na een onderbreking voor het groot onderhoud aan de mast van 1997-2000 zijn de metingen in 2000 weer opgepakt, verbeterd en uitgebreid. Dit alles in het kader van de nationale en Europese projecten AEROCARB, CarboEurope en InGOS (gecoördineerd door ECN). Medefinancier van de metingen is het ministerie van VROM (nu IenM). De metingen vinden plaats in een gecoördineerd wereldwijd netwerk en dienen onder andere voor:
1. het bepalen van de trends van broeikasgassen als gevolg van de wereldwijde uitstoot
2. het bepalen van de regionale emissies (voor Cabauw Nederland en Noordwest-Europa) van de belangrijkste broeikasgassen
3. het bepalen van de wereldwijde emissies van de belangrijkste broeikasgassen.

De actuele (near real-time) metingen van broeikasgassen in Cabauw zijn te volgen via de ICOS ATC website.

## Wetenschappelijke samenwerking
De meetmast biedt een internationaal platform voor het testen van nieuwe meetmethoden, modellen en satellietmetingen. De meetmast bij Cabauw is een van de stations die deel uitmaakt van het Baseline Surface Radiation Network van het World Radiation Monitoring Center.